# Neuendorf am See
Neuendorf am See (niedersorbisch Nowa Wjas pśi jazoru) ist ein Ortsteil der Gemeinde Unterspreewald im Landkreis Dahme-Spreewald in Brandenburg. Bis zum freiwilligen Zusammenschluss mit Leibsch und Neu Lübbenau und Bildung der neuen Gemeinde Unterspreewald war Neuendorf am See eine selbständige Gemeinde. Die Gemeinde Unterspreewald wird vom Amt Unterspreewald verwaltet.

## Geographie
Neuendorf am See liegt am südwestlichen Ufer des Neuendorfer Sees im Biosphärenreservat Spreewald und an der Spree, die beim Ort in den Neuendorfer See mündet, ca. 19 km Luftlinie nordnordöstlich von Lübben (Spreewald) und ca. 16 km Luftlinie südsüdwestlich von Storkow (Mark). Der Neuendorfer See trägt zwar den Namen des Ortes, gehört jedoch zur Gemarkung des östlich des Sees liegenden Alt-Schadow. Neuendorf am See grenzt im Norden an Groß Eichholz (Ortsteil der Stadt Storkow (Mark)), im Osten an Alt-Schadow (Ortsteil der Gemeinde Märkische Heide), im Süden an Hohenbrück-Neu Schadow (ebenfalls ein Ortsteil der Gemeinde Märkische Heide) und an Leibsch (Ortsteil der Gemeinde Unterspreewald) und im Westen an die Gemeinde Münchehofe.

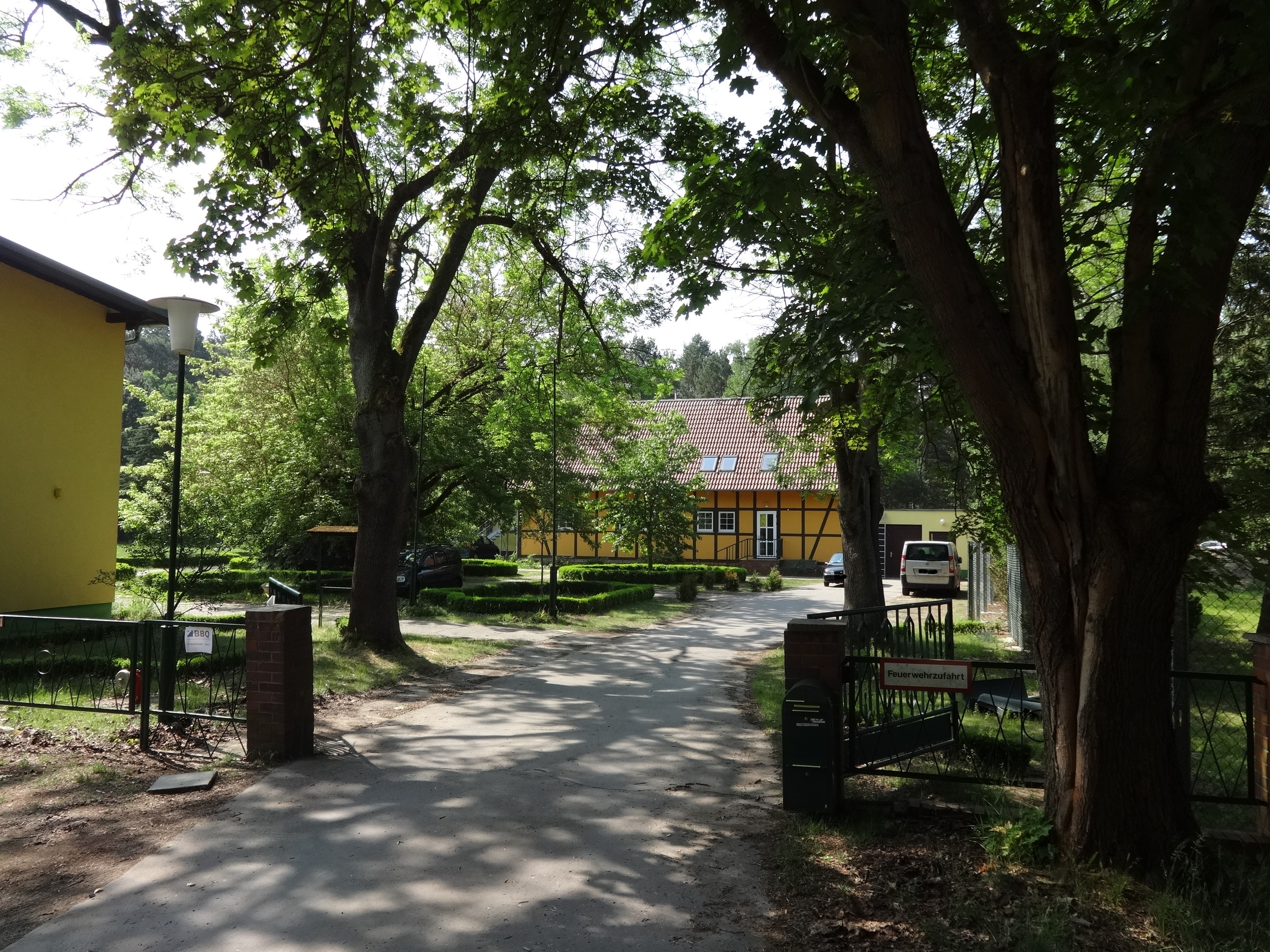
Wohnplatz Wutscherogge

Auf der Gemarkung liegen die Wohnplätze Wutscherogge, quasi eine Exklave in der Gemarkung Groß Eichholz, und Koplin. Südlich des Ortes vereinigt sich die Wasserburger Spree wieder mit dem Hauptstrom der Spree.

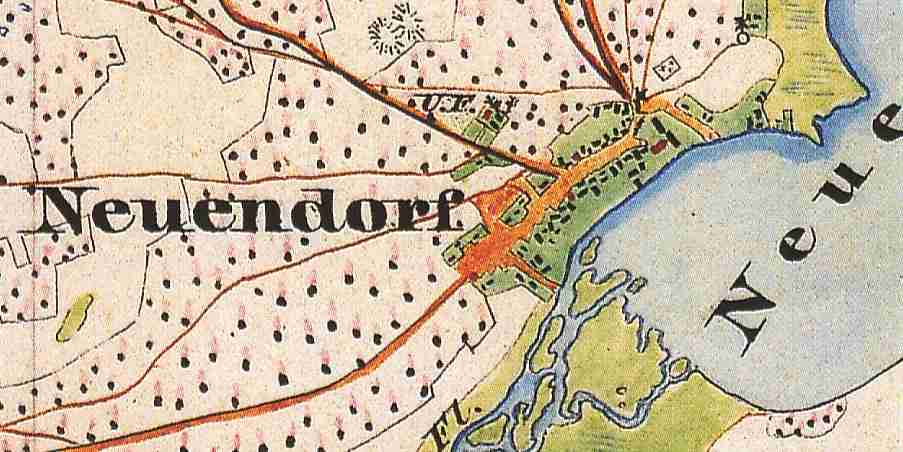
Neuendorf am See auf dem Urmesstischblatt von 1846

Bevölkerungsentwicklung von 1775 bis 2011
| Jahr      | 1775 | 1801 | 1817 | 1837 | 1858 | 1895 | 1925 | 1939 | 1946 | 1964 | 1971 | 1981 | 1991 | 2000 | 2011 |
| Einwohner | 171  | 250  | 239  | 330  | 325  | 351  | 327  | 310  | 412  | 283  | 264  | 266  | 255  | 243  | 249  |

## Geschichte

Neuendorf am See auf einer Postkarte (um 1909)

Neuendorf am See wird verhältnismäßig sehr spät, im Jahre 1506, erstmals urkundlich genannt. Der Name bezeichnet offensichtlich ein während der Kolonisationszeit im 12./13. Jahrhundert neu angelegtes Dorf. Es lässt jedoch zwei leicht unterschiedliche Deutungen zu, ein von zugewanderten Siedlern völlig neu angelegtes Dorf oder ein durch Zusammenlegung kleinerer (slawischer) Siedlungen neu angelegtes Dorf mit Umgestaltung der Wirtschaftsweise; vermutlich trifft letzteres zu. Nach seiner Struktur ist Neuendorf am See ein Gassendorf. Neuendorf wurde auf dem Land errichtet, das der damalige lausitzische Markgraf Konrad II. 1209 dem Zisterzienser-Kloster Pforta schenkte. Die betreffende Urkunde ist zwar eine ungesiegelte Abschrift aus der Mitte oder der zweiten Hälfte des 13. Jahrhunderts, der Inhalt wird jedoch als echt bewertet, Verschiedene Autoren, zuletzt wieder Lutz Kühne, haben darauf hingewiesen, dass die umfangreiche Schenkung möglicherweise zur Gründung eines zweiten Klosters in der damaligen Mark Lausitz gedacht war. Vermutlich durch den Tod Konrad's II. 1210 kam es aber nicht dazu.

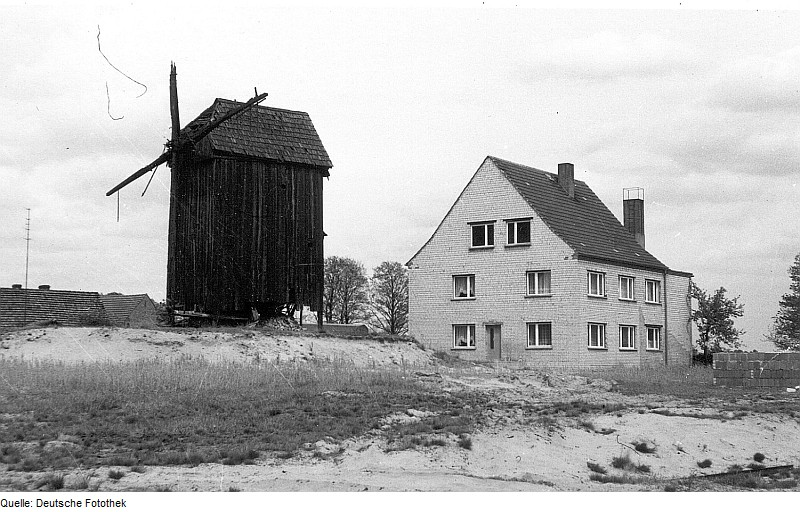
Ehemalige Bockwindmühle in Neuendorf am See. Aufnahme von 1977

1576 wohnten neun Bauern und 13 Kossäten im Ort. 1600 wird die Zahl der Ritterhufen mit zwei, 1645 mit sechs angegeben; es gab neun Bauernhufen. 1692 waren von den neun Bauernhufen immer noch acht Stellen nicht besetzt; lediglich das Schulzengut war in Bewirtschaftung. Im Ort wohnten 13 Kossätenfamilien, ein Hirte, ein Pachtschäfer und ein Windmüller. Die Bewohner hatten genug Brennholz, aber nur mittelmäßige Hütung für das Vieh, da sie Weide und Wiesen z. T. pachten mussten. Sie durften in der Spree fischen, mussten dafür aber Zins bezahlen. Sie durften Schafe halten und am Neuendorfer See Rohr schneiden. Die Zahl der Bauernhufen wird mit neun angegeben. 1727 wird die Zahl der Hufen jedoch mit 22 angegeben. 1745 existierte neben dem Vorwerk, eine Windmühle mit einem Gang und ein Teerofen. Die Windmühle lag nordöstlich etwas außerhalb des Ortskern (heute Mühlenweg 8). In der Schmettauschen Karte von 1767/87 ist der Wohnplatz Koplin noch als Schäferei bezeichnet. Der Pichofen lag nordwestlich von Koplin Richtung Langes Luch, aber näher zum Langen Luch als nach Koplin gelegen. Er ist bereits im Urmesstischblatt von 1846 nicht mehr verzeichnet. 1775 lebten 15 Kossäten und 17 Büdner jeweils mit ihren Familien im Ort; es gab 30 Feuerstellen (hier wohl Wohngebäude gemeint). Der Wohnplatz Wutscherogge ist noch nicht auf der Schmettauschen Karte verzeichnet. Er soll um 1775 entstanden sein. 1801 wohnten neben 15 Kossäten und 12 Einliegern auch ein Radmacher, ein Schmied, ein Krüger und ein Windmüller im Ort. Die landwirtschaftliche Nutzfläche wurde mit 22 Bauernhufen und sechs Ritterhufen angegeben. Insgesamt wurden 32 Feuerstellen gezählt. 1825 wurde am Weg nach Münchehofe eine Unterförsterei eingerichtet. 1825 wurde der Mahlzwang für die Neuendorfer auf der Neuendorfer Windmühle aufgehoben. Damals betrieb ein Müller Winzer die Windmühle. 1837 gab es bereits 37 Wohnhäuser.
1858 wurden im Ort ohne Koplin und Wutscherogge gezählt: ein öffentliches Gebäude, 38 Wohngebäude und 92 Wirtschaftsgebäude, darunter eine Getreidemühle. Das Forsthaus gehörte zum Gutsbezirk Forstrevier Klein Wasserburg. Dazu gehörten ein öffentliches Gebäude und vier Wirtschaftsgebäude. 1864 wurde ein Vorwerk von der Gemeinde angekauft und unter die Kossäten des Dorfes verteilt. Das Vorwerksgebäude wurde mit zwei Kossätenhöfen zu einem Besitz vereinigt. 1867 wurde Wutscherogge als Vorwerk bezeichnet. 1885 standen dort drei Wohngebäude. 1877 wurde das Forsthaus von Neuendorf nach dem neu erbauten Forsthaus Lubolz (heute ein Wohnplatz auf der Gemarkung von Groß Eichholz, Ortsteil der Stadt Storkow (Mark)), am Weg nach Münchehofe (in der TK25 von 1902 auch noch Kirchsteig genannt), gerade außerhalb der Gemarkungsgrenzen verlegt. 1885 wurde Neuendorf als Dorf mit den Wohnplätzen Kietz, Koplin, Vorwerk und Wutscherogge genannt. Demnach war Wutscherogge wohl nicht identisch mit dem Vorwerk. Das Kietz lag nordöstlich des Ortskern südlich der Windmühle. 1900 zählte Neuendorf 53 Häuser, 1931 60 Wohnhäuser.
In der Bodenreform von 1946 fanden keine Enteignungen statt, da keine großen Güter vorhanden waren. 1957 bildete sich eine erste Landwirtschaftliche Produktionsgenossenschaft Typ I „Märkischer Sand“ mit zuerst drei Betrieben und sieben Mitgliedern. Bis 1959 war zunächst nur ein neues Mitglied hinzugekommen, die LPG bewirtschaftete 36 ha landwirtschaftliche Nutzfläche. Immerhin gab es in diesem Jahr noch 47 bäuerliche Betriebe mit über 1 ha Betriebsfläche in Neuendorf. Erst im folgenden Jahr setzte die Kollektivierung voll ein. Die LPG Typ I umfasste 1960 48 Betriebe, hatte 61 Mitglieder und bewirtschaftete 379 ha Nutzfläche. 1974 wurde die LPG Typ I Neuendorf an die LPG Leibsch angeschlossen.
Zu DDR-Zeiten unterhielt die Zentralklinik Bad Berka in Thüringen für Kinder ihrer Betriebsangehörigen ein Kinderferienlager in Neuendorf am See.

### Politische Geschichte
Neuendorf am See gehörte im Mittelalter und frühen Neuzeit zur Herrschaft Storkow. Die Besitzer des Dorfes waren Vasallen des jeweiligen Besitzers der Herrschaft Storkow.
Bereits bei der urkundlichen Ersterwähnung des Dorfes waren die von Langen auf Münchehofe im Besitz des Dorfes, den sie bis 1644 behaupten konnten. Moritz Ernst von Langen verkaufte den Ort zusammen mit Groß Eichholz, Neuendorf am See, Schwerin und Koplin 1644 an seinen Schwiegersohn Hans XIV. von Rochow auf Plessow, der Neuendorf am See, Groß Eichholz, Schwerin und Koplin allerdings bereits 1648 mit Gottfried von Hake gegen Stülpe tauschte. So kamen 1648 die von Hake nach Neuendorf am See. 1656 saß Christian von Hake, der Sohn des Gottfried in Neuendorf. Spätestens 1663 waren die von Stutterheim im Besitz von Neuendorf. Am 23. April 1701 starb Seifried Wilhelm von Stutterheim (senior), Erbherr auf Neuendorf am See und Groß Eichholz. Vor ihm war Alexander von Stutterheim Besitzer von Neuendorf und Groß Eichholz. Am 15. Juni 1729 kaufte Friedrich Wilhelm I. Neuendorf am See für 37.660 Taler von Seyfried Wilhelm von Stutterheim (junior). Er ordnete den Ort dem Amt Krausnick zu. Das Amt Krausnick wiederum gehörte zur Herrschaft Königs Wusterhausen. Ab 1848 wurde das Amt Krausnick zusammen mit dem Amt Buchholz verwaltet. Das Vorwerk in Neuendorf wurde noch 1766 von der Gemeinde erworben und unter die Kossäten aufgeteilt. Das Amt Buchholz wurde 1872 aufgelöst.
Nach der Wende schloss sich Neuendorf am See mit 12 anderen, meist sehr kleinen Gemeinden zu einer Verwaltungsgemeinschaft, dem Amt Unterspreewald mit Sitz in Schönwald zusammen.
Am 31. Dezember 2001 bildeten die bis dahin selbständigen Gemeinden Leibsch, Neuendorf am See und Neu Lübbenau die neue Gemeinde Unterspreewald. Seither ist Neuendorf am See ein Ortsteil der Gemeinde Unterspreewald. Zum 1. Januar 2013 fusionierten das Amt Golßener Land und das (alte) Amt Unterspreewald zum neuen Amt Unterspreewald. Ortsvorsteher und zugleich Bürgermeister der Gemeinde Unterspreewald ist Arno Pötschick.

### Kirchliche Geschichte
Neuendorf am See war im ausgehenden Mittelalter und frühen Neuzeit nach Münchehofe eingekircht. Vom Ortskern führte der Kirchsteig am (später dort angelegten) Wohnplatz Forsthaus Lubolz vorbei nach Münchehofe.

## Sehenswürdigkeiten, Freizeit und Tourismus

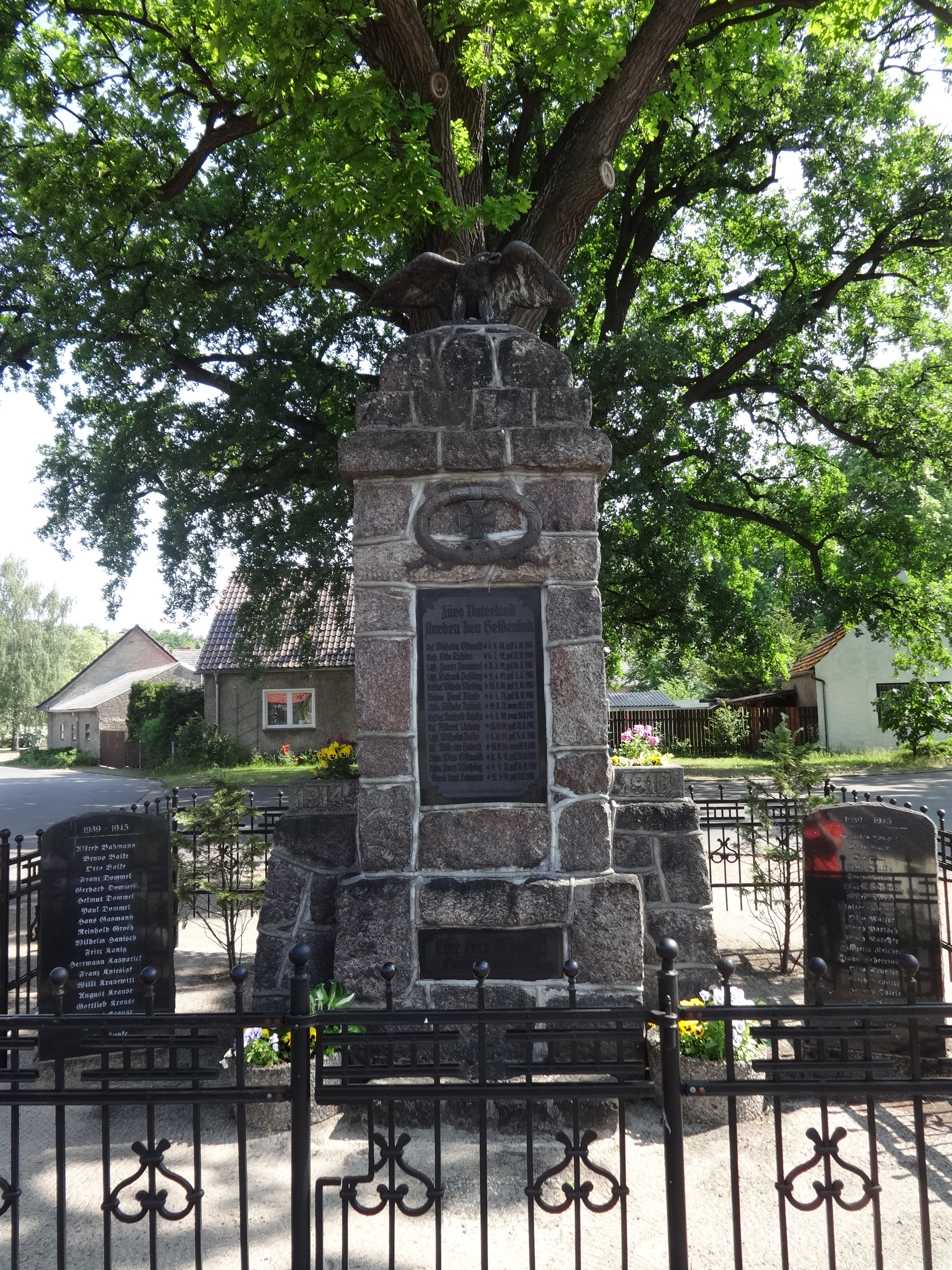
Denkmal für die Gefallenen der Weltkriege

An der Dorfstraße befindet sich ein Denkmal für die Gefallenen aus dem Ersten und Zweiten Weltkrieg.
Durch die Lage im Unterspreewald ist heute der Tourismus ein wichtiger Wirtschaftsfaktor. Im Ort können Ferienwohnungen gemietet werden, oder der Gast kann in Pensionen unterkommen. Der Gurken-Radweg führt durch den Ort.

## Naturschutz
Nördlich des Ortskerns liegt das etwas über 67 ha große Naturschutzgebiet Neuendorf Seewiesen. Hier liegen schützenswerte Feuchtwiesen im Verlandungsbereich des Neuendorfer Sees. Südöstlich des Dorfkerns beginnt das große 2.235 ha große Naturschutzgebiet Innerer Unterspreewald, das sich entlang der Spree weit nach Süden (bis nördlich Hartmannsdorf, Ortsteil der Stadt Lübben) erstreckt.

## Haasenburg-Heim
In Neuendorf am See (Wohnplatz Wutscherogge) unterhielt die Haasenburg GmbH ein Heim für schwer erziehbare Jugendliche. Nach Misshandlungsvorwürfen wurde das Heim auf Anordnung der brandenburgischen Jugendministerin Martina Münch (SPD) Ende 2013 geschlossen. Die Staatsanwaltschaft Cottbus ermittelt nun wegen der Vorwürfe in rund 70 Fällen (in drei Heimen) gegen Erzieher und den Heimbetreiber. Die Beschwerde der Haasenburg GmbH gegen den Entzug der Betriebserlaubnis für die Einrichtungen zur Betreuung von Kindern und Jugendlichen wiesen die Richter des Oberverwaltungsgerichts Berlin-Brandenburg (OVG) im Eilverfahren im Mai 2014 zurück.

## Persönlichkeiten
- Dietrich Koenemann (1824–nach 1874), Pädagoge und Schriftsteller, geboren in Neuendorf am See
- Hans von Rochow (1596–1660), Oberst, Besitzer des Gutes Neuendorf am See